# ستيوارت جونز (لاعب دوري الرغبي)
ستيوارت جونز (بالإنجليزية: Stuart Jones)‏ هو لاعب دوري الرغبي بريطاني، ولد في 7 ديسمبر 1981 في ويغان في المملكة المتحدة.